# Ana Ventura Miranda
Ana Ventura Miranda (Torres Vedras, 1977) também conhecida como Ana Miranda,  é uma jornalista, actriz, produtora cultural e promotora artística portuguesa, directora do Arte Institute em Nova Iorque.

## Percurso
Ana Ventura Miranda deixou a sua cidade natal, Torres Vedras, ainda jovem, rumo a Lisboa, atrás do sonho de ser bailarina. Acabou por ser actriz e trabalhar em teatro e novelas, como "Ana e os Sete" na TVI. Mudou-se para Nova Iorque em 2006, depois de viver em Lisboa. Como estudante recém chegada aos Estados Unidos da América teve diversos trabalhos para se sustentar, de vendedora em lojas, a jornalista (RTP e Rádio da ONU), passando pela Missão Permanente de Portugal nas Nações Unidas nesta cidade ou pela emblemática Sonnabend Gallery. Enquanto isto foi mantendo a sua rede com a comunidade artística nova-iorquina e desenvolvendo as suas competências enquanto argumentista e directora.
É fundadora e directora do Arte Institute desde a sua criação, a 11 de Abril de 2011. O Arte Institute é um instituto independente, sem fins lucrativos, sediado em Nova Iorque com o objectivo de promover e internacionalizar a cultura e as artes contemporâneas portuguesas - cinema, dança, artes plásticas, teatro, etc. - em todo o mundo.
Através do Arte Institute, Ana Miranda e a equipa têm organizado diversos eventos culturais em todo o mundo, salientando-se o "NY Portuguese Short Film Festival", a "Semana José Saramago em NY", "Pessoa in New York", Arte Institute Contemporary Dance at Alvin Ailey ou a “Gaiola Dourada no MoMA”, entre outros. Até 2019, promoveram mais de 800 artistas que estiveram presente em 36 países e 85 cidades, fazendo, em 2018, 125 eventos pelo mundo.
Desde 2013 que é membro do Conselho da Diáspora Portuguesa.

## Obra
- 2019 (Setembro) - Evento cultural "RHI - Revolution Hope Imagination", iniciativa do Arte Institute, com a ambição de criar redes e parcerias entre artistas e agentes culturais de Portugal. Contou com conversas, workshops e espectáculos de Música, Arquitectura, Design, Teatro, Cinema, Audiovisual, Dança, Literatura, Educação e Cidadania. O evento aconteceu em várias cidades portuguesas como Lisboa, Torres Vedras, Caldas da Rainha, Óbidos, Guimarães, Leiria, Alcobaça, Évora, Vidigueira, Loulé, Funchal e Faro.[3][4][5][11][12][13]
- 2020 - O Arte Institute e a iniciativa "RHI - Revolution Hope Imagination" lançaram a aplicação (app) "RHI Stage" para apoiar artistas durante a pandemia Covid-19 em Portugal, promovendo espectáculos de música, dança, literatura, teatro e artes plásticas, à qual se associou a Revista Visão. A totalidade do valor recebido foi revertido para os e as artistas.[9][14][15][16]

## Prémios
- 2015 - Prémio revelação da 27.ª edição do Prémio Dona Antónia Adelaide Ferreira, uma das mais prestigiantes distinções para Mulheres Líderes Portuguesas.[2][7]
- 2017 - Prémio da PALCUS - Portuguese-American Leadership Council of the United States - na categoria de “Leadership for the Arts”.[4][7]

## Ligações Externas
- ONU NEWS - Entrevista a Ana Ventura Miranda: Difusão da cultura lusófona (2014)
- Trailer - Portugueses no Soho realizado por Ana Ventura Miranda